# Castries (kvarter)
Castries (engelska: Castries Quarter) är ett kvarter i Saint Lucia. Det ligger i den norra delen av landet. Antalet invånare är 68 400. Arean är 90 kvadratkilometer. Castries ligger på ön Saint Lucia. Castries gränsar till Gros-Islet, Anse-la-Raye, Dennery och Dauphin.
Terrängen i Castries är lite kuperad.
Följande samhällen finns i Castries:
- Castries